# To the beginning
 (mai 2024).
Si vous disposez d'ouvrages ou d'articles de référence ou si vous connaissez des sites web de qualité traitant du thème abordé ici, merci de compléter l'article en donnant les références utiles à sa vérifiabilité et en les liant à la section « Notes et références ».
Singles de Kalafina
Magia
(2011) moonfesta
(2012)
To the beginning est le 10e single de Kalafina sorti sous le label Sony Music Entertainment Japan le 18 avril 2012 au Japon. Il sort en format CD, CD Anime et CD+DVD/Blu-ray. Il arrive 11e à l'Oricon. Il se vend à 23 763 exemplaires la première semaine et reste classé 17 semaines pour un total de 52 413 exemplaires vendus.
To the beginning a été utilisé comme second thème d'ouverture et Manten (満天) comme troisième thème de fin pour l'anime Fate/Zero. Les deux titres se retrouvent sur l'album Consolation.

## Liste des titres
| 1. | To the beginning                | 4:17 |
| 2. | Manten (満天)                   | 5:16 |
| 3. | To the beginning (Instrumental) | 4:17 |

| 1. | To the beginning (PV) |  |

| 1. | To the beginning           |  |
| 2. | Manten (満天)              |  |
| 3. | to the beginning ~TV size~ |  |

| 1. | To the beginning 「Fate/Zero」 Mix ver. (PV) |  |